# MCLOS

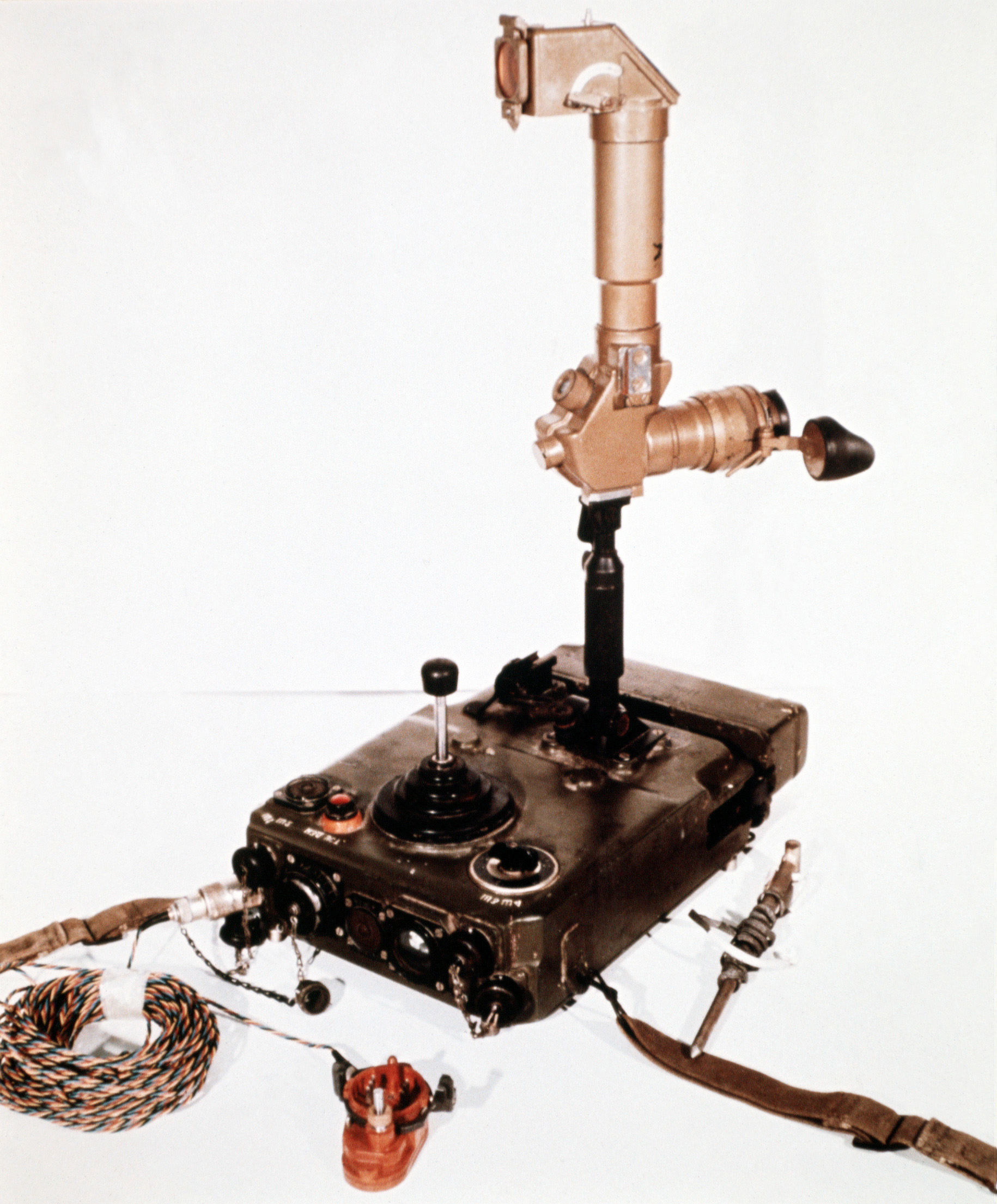
El periscopi i la unitat de control amb la seva palanca de l'arma guiada antitanc soviètica Sagger AT-3

MCLOS és l'acrònim per Manual Command to Line of Sight (anglès: Comandament manual a la línia de visió) Es un mètode de guia de míssils de primera generació. En aquest sistema, tant el seguiment de l'objectiu com el seguiment i control del míssil es realitzen manualment. L'operador observa el vol del míssil i utilitza un sistema de senyalització per enviar el míssil a la línia recta entre l'operador i l'objectiu (la "línia de visió"). L'operador disposa d'un control de direcció del míssils, generalment en forma d'un petita palanca de control o un commutador de pressió o polsador, i per tant, amb el míssil sota el seu control directe, sobreposa el míssil entre l'ull i l'objectiu fins que es produeixi l'impacte. Això sol ser útil només per a objectius més lents, on no es necessita un "avantatge" significatiu. Aquest sistema funcionava bé contra objectius més lents. Tot i això, contra adversaris més ràpids, es va tornar completament ineficaç.